# Adelognathus cephalotes
Adelognathus cephalotes är en stekelart som beskrevs av Dmitriy R. Kasparyan 1999. Adelognathus cephalotes ingår i släktet Adelognathus och familjen brokparasitsteklar. Inga underarter finns listade i Catalogue of Life.